# Epione demarginaria
Epione demarginaria är en fjärilsart som beskrevs av Hellweger. Epione demarginaria ingår i släktet Epione och familjen mätare. Inga underarter finns listade i Catalogue of Life.